# Phortica omega
Phortica omega är en tvåvingeart som först beskrevs av Toyohi Okada 1977.  Phortica omega ingår i släktet Phortica och familjen daggflugor.
Artens utbredningsområde är Thailand. Inga underarter finns listade i Catalogue of Life.